# Jog

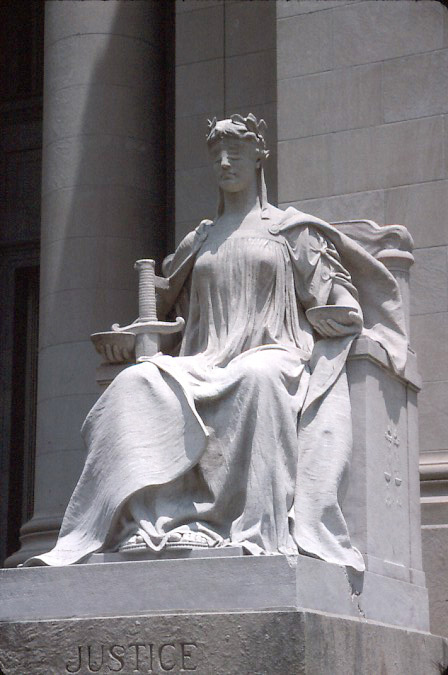
Iustitia istennő személyesíti meg a nyugati világban az igazságszolgáltatást, az igazságosságot, a jog morális tartalmát. A szemfedő azt szimbolizálja, hogy az igazságos jog nem tesz különbséget az egyes emberek között, függetlenül a származástól, a hatalomtól, gyengeségtől. A kard a jog hatalmának, állami kikényszeríthetőségének jelképe. Egyes ábrázolásokon az istennő kezében egy egyensúlyban lévő mérleget tart, ez jelenti a jogi eljárásban részt vevő felek azonos jogait, azt, hogy a jog előtt mindenki egyenlő.

A jog kifejezést mind a jogtudományban, mind a köznyelvben több értelemben használjuk, épp ezért sokféle jog meghatározással találkozhatunk. Egyfelől a jog jelentheti a jogszabályokat is, a tárgyi jogot (ius est norma agendi), másfelől jelentheti a jogosultságot, az alanyi jogot, tehát azt, hogy bizonyos személynek cselekvési lehetősége van a tárgyi jog adta keretek között (ius est facultas agendi).
A jog, mint jogszabály olyan magatartási szabály, norma, amelynek a keletkezése az államhoz kötődik, a társadalomban általánosan kötelezőek, és érvényesülésüket az állami szervek végső soron kényszerrel biztosítják.

## A jog tagolása, jogágak
A jogrend egy szuverén hatalom egymással térben és időben összefüggésben lévő jogszabályainak összessége. Ezek a jogszabályok egymással logikusan összefüggenek, hierarchikusan rendszerezettek, ellentmondásmentességre törekszenek, ezért ilyen értelemben használjuk rájuk jogrendszer kifejezést is. Hagyományosan a jogrendszert két nagy jogterületre szokás felosztani Ulpianus érdekelmélete óta: közjogra, ami a közérdekű életviszonyokat szabályozza, és magánjogra, ami a magánérdekű életviszonyokat foglalja össze. Mindkét nagy jogterületen belül a történeti fejlődés eredményeképpen különböző jogágak alakultak ki, a jogág az egymáshoz hasonló jogviszonyokat, hasonló módszerekkel rendező jogszabályokat vonja egy kategóriába. Azaz a jogágak egymástól a szabályozás tárgya és módszere szerint különböztethetők meg (pl.: munkajog, családjog, büntetőeljárásjog).

### Nemzetközi jog

Az ENSZ alapítása

A jog fejlődésének eredményeképpen létrejött a nemzetközi jog, mely három nagy jogágat foglal magában: a nemzetközi közjogot, a nemzetközi magánjogot és a nemzetközi szervezetek, integrációk – így a közösségi jogot (az Európai Unió jogát).
- Nemzetközi közjog (public international law) szabályozza a szuverén hatalmak egymás közötti viszonyait. Speciális megkülönböztető jegyeket visel e jogág, mivel általában hiányoznak a nemzetközi jogi kötelezettségek kikényszeríthetőségének feltételei. A nemzetközi közjog legfontosabb jogforrása a nemzetközi vagy regionális szinten kialakult szokások illetve az államok vagy nemzetközi szervezetek közti nemzetközi megállapodások (például: genfi konvenciók, az ENSZ Alapokmánya). Szintén e jogágba tartozik a legtöbb nemzetközi szervezet szabályozása is, így például az ENSZ, a Nemzetközi Büntetőbíróság, a WTO, az ILO és az IMF.
- Nemzetközi magánjog (private international law vagy conflict of laws) szabályozza azokat a helyzeteket, mikor az a kérdés merül fel, hogy egy életviszonyt, jogviszonyt mely állam vagy szervezet joghatósága előtt, mely állam bírósága előtt döntsék el, melyik állam bíróságának kell eljárnia az adott ügyben. Modern világunkban – a tőke és a munka szabad áramlásának következményeként is – a világ különböző jogrendszerei mindennapos kapcsolatba kerülnek egymással a kereskedők nemzetközi szintű vállalkozásai miatt, illetve a személyek szabad mozgása miatt. A nemzetközi magánjog szabályozza a nemzetközi választottbíróságok működését, joghatóságát is.
- Közösségi jog (Az Európai Unió joga) – az Európai Unió a legátfogóbb, legegységesebb és legszabályozottabb nemzetközi integráció és mint ilyen egy európai nemzetek feletti jog megteremtője. A világgazdaság fejlődésével párhuzamosan más gazdasági térségekben is egyre jelentősebb integrációk alakulnak ki, integrációs jogok jönnek létre. Az európai államok szuverenitásuk egyes részeiről lemondva csatlakoztak az európai közösséghez, amelynek saját bírósága, parlamentje és végrehajtó gyűlése (Európai Tanács, Európai Bizottság) van. Az Európai Unió jogszabályokat alkothat, amelynek alkalmazása a tagállamokban kötelező. Ahogyan az Európai Bíróság 1962-ben megjegyezte: „Az Európai Unió joga a nemzetközi jog egy magasabb foka, amely számos előnnyel és kedvezménnyel járul hozzá a tagállamok fejlődéséhez”.

### Alkotmányjog

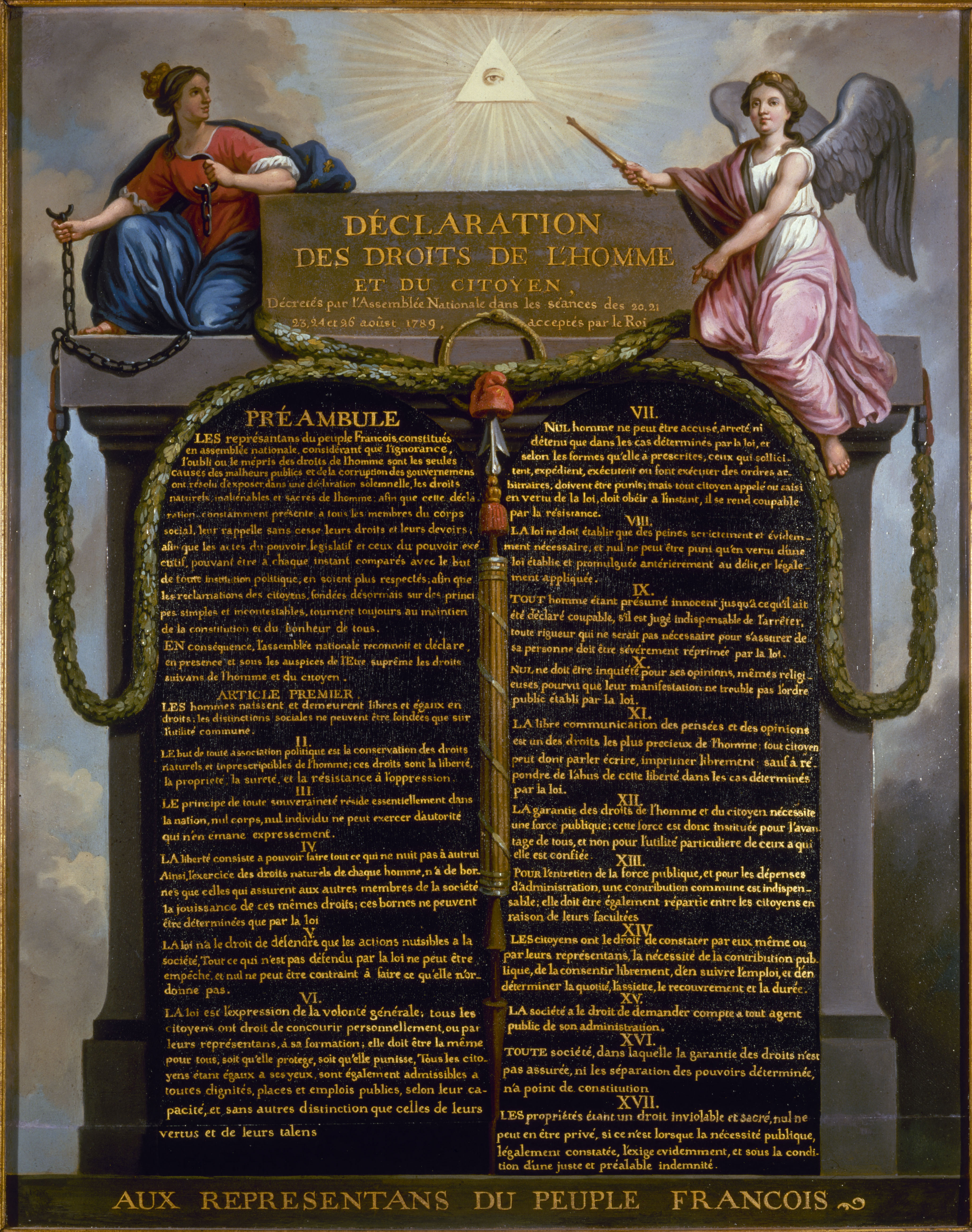
1789. augusztus 26-án fogadták el Franciaországban az Emberi és polgári jogok nyilatkozatát, amely tartalmazta a legfontosabb emberi jogi alapelveket

Az alkotmányjog mindig az egyes szuverén államhoz kötött, e jogág szabályai határozzák meg az állam alapvető felépítését, az államrendszer elveit, legfontosabb intézményeit. A modern jogrendszerekben az alkotmányjog biztosítja a törvényhozó, végrehajtó és bírói-törvénykezési hatalom elkülönülését, a hatalmi ágak megosztásának elvét. Az alkotmányjog vagy egy írott alaptörvényen – az alkotmányon nyugszik (például: az Alaptörvény, USA alkotmánya), amelyet az alkotmányozó gyűlés fogad el; vagy nem egységes, jogelvek és fundamentális törvények halmaza határozza meg a jogág tartalmát (például: Egyesült Királyság alkotmánya: írott konvenciók – Bill of Rights – esetjog (case law), szokásjog). Az alkotmány szabályozza a jogszabály megalkotásának módját, a parlamentek működését, a választási rendszert és a kormányzás fontosabb intézményeit. Rendezi az önkormányzatok és a központi hatalom viszonyát, szabályozza az államfő hatáskörét, feladatait. A bíróságok felépítését, szervezetét, hatáskörét is rendezi.
Az alkotmányjog az állami berendezkedés szabályozása mellett rendelkezik az alapvető szabadságokról, deklarálja az állampolgár jogait, kötelességeit, egységbe foglalja a legfontosabb emberi jogokat. Így általában az alkotmányok szólnak az élet védelméről, emberi méltósághoz való jogról, a személyes szabadságról, tisztességes eljáráshoz való jogról, lelkiismereti szabadságról. Deklarálják a véleménynyilvánítás, a gyülekezési jog és az egyesülési jog szabadságát, a tulajdonhoz való jogot, az állampolgárok egyenjogúságát. Tanítja a választási rendszert, a népszavazást, az állampolgárság megszerzését és elvesztését, a külföldiekre vonatkozó joganyagot, a menekülteket és a menedékeseket, a vízumokat, foglalkozik az ügyészség szervezetével és feladataival. Érinti az alapvető alkotmányos alapelveket, a hatalommegosztást, a szuverenitást, a jogállamiságot.

### Közigazgatási jog

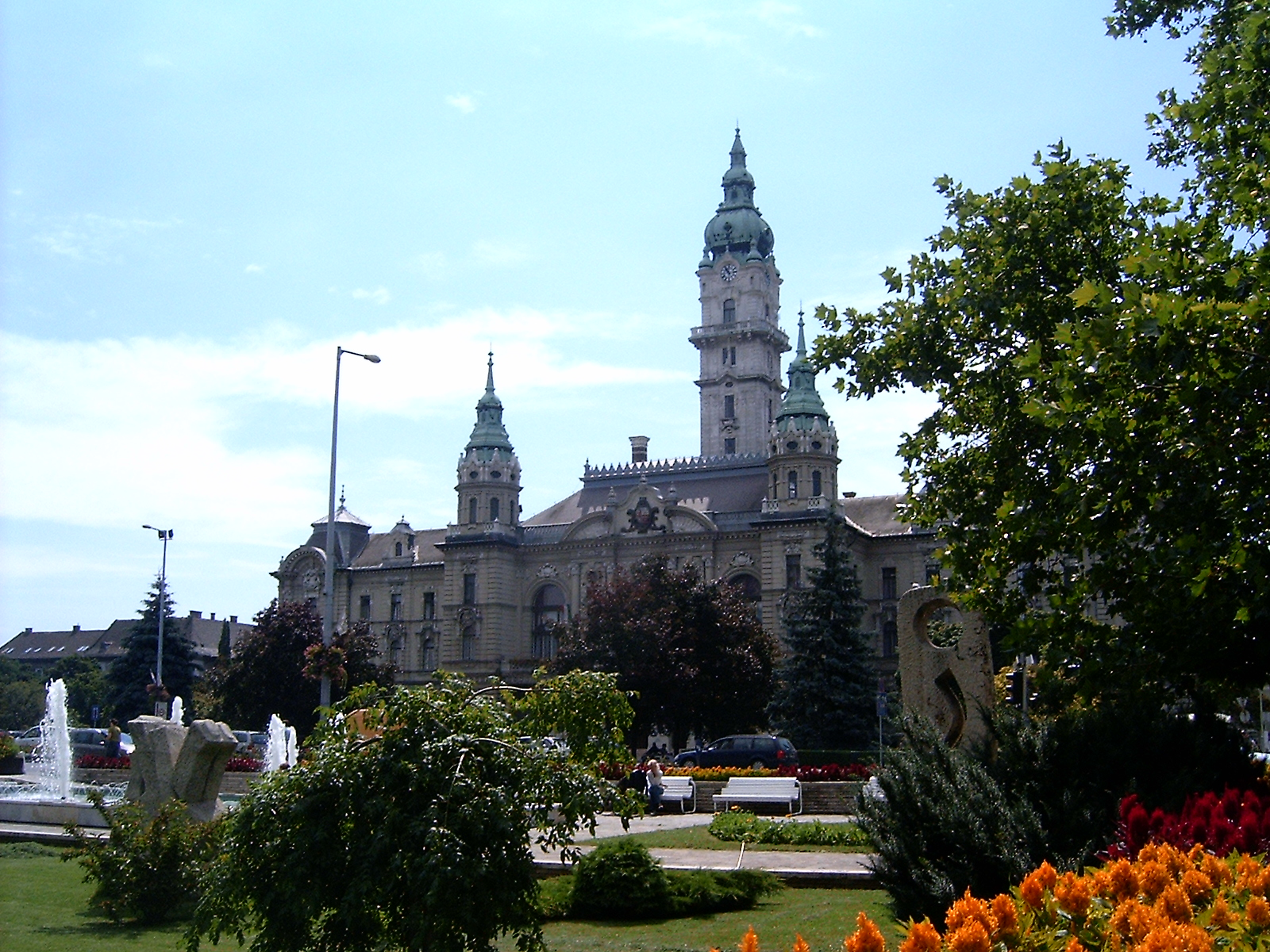
Győri városháza mint a helyi közigazgatás központja

A közigazgatási jog a közigazgatás anyagi és eljárási jogviszonyaival foglalkozó jogág, a közjog része, államspecifikus, történeti fejlődés eredményeképpen jött létre az állam bürokratizálódásának folyományaként. A közigazgatási jog az alkotmányjog által szabályozott viszonyrendszer konkretizálását célozza. A közigazgatási jog részletezőbb mint az alkotmányjog. A közigazgatás jogalkalmazást és döntés-előkészítést végez, legfontosabb feladatai az állam akaratának megvalósítása illetve közszolgáltatások nyújtása az állampolgároknak meghatározott ügyintézési és eljárási folyamatban.
A közigazgatási jog elsősorban a központi hatalom és az önkormányzatok, köztestületek működését, szervezetét szabályozza, rendezi a felügyelet, ellenőrzés és irányítás hatékony rendszerét, meghatározza a köztisztviselők jogviszonyát, alkalmazási feltételeit. Szabályozza a dekoncentrált szervek hatáskörét, feladatait, működését. A közigazgatási eljárásban meghozott közigazgatási határozatok a legtöbb országban bírósági kontroll alatt állnak, felülvizsgálhatók. Az első speciális közigazgatási bíróság a Conseil d'État volt Franciaországban, amit Napóleon hozott létre 1799-ben.

### Büntetőjog
A büntetőjog a jog azon ága, amely meghatározza azokat a közösségellenes, nemkívánatos magatartásokat – bűncselekményeket – amelyek tanúsítása esetén az elkövetőt büntetőjogi felelősségre vonják és megbüntetik. A jogalkotó megalkotja a törvényi tényállást, melyhez büntetési tételeket kapcsol. A törvényi tényállást kimerítő cselekmény a bűncselekmény, a törvényi büntetési tétel keretei között kiszabásra kerülő jogkövetkezmény pedig a büntetés.
A büntetőjognak két fő vizsgálódási területe van, a bűncselekménytan, ami a bűncselekmény megvalósulását, elemeit (jogtárgy, elkövetési tárgy, elkövetési magatartás, eredmény, okozati összefüggés, szándékosság, gondatlanság), a büntetőjogi felelősségre vonás akadályait (gyermekkor, kóros elmeállapot, kényszer, tévedés, jogos védelem stb.), a bűncselekmény megvalósulásának stádiumait (befejezett bűncselekmény, kísérlet, előkészület) illetve a bűncselekmény elkövetőit (tettes, részes) vizsgálja. A másik nagy csoport a büntetéstan, ami a büntetés alapját, célját, mértékét, speciális elkövetőkre (például: fiatalkorú), vonatkozó szabályait rendezi rendszerbe.
Minden bűncselekménynek van három fogalmi eleme, amelyeknek minden bűncselekmény esetén meg kell valósulnia. Ilyen a tényállásszerűség – vagy másképpen büntetendőség, mely azt jelenti, hogy bűncselekmény az a cselekmény, melyre a törvény büntetés kiszabását rendeli (nullum crimen sine lege, nulla poena sine lege). A büntetendőség arra ad választ, hogy a cselekmény kimerítette-e egy törvényi tényállás kereteit. A következő fogalmi elem a társadalomra veszélyesség – másképpen jogellenesség, mely azt fejezi ki, hogy a törvényi tényállásba ütköző cselekmény jogellenes, nincs olyan jogellenességet kizáró ok, mely a cselekményt jogszerűvé tenné. Az utolsó e körbe tartozó bűncselekményi fogalmi elem a bűnösség, mely lélektani mozzanatokra épül: az elkövető tudatában szándékosság vagy gondatlanság jelenik meg a cselekménye tükröződéseként. A cselekmény és annak következménye az elkövetőnek felróható.
Az angolszász jogrendszerekben a bűncselekménynek két fő fogalmi eleme van: a mens rea – bűnös tudat, illetve az actus reus – bűnös tett. Mindkét fogalmi elemnek meg kell valósulnia ahhoz, hogy a bűncselekmény megvalósuljon. Ha hiányzik a bűnös tudat, a tett – akár erőszakos cselekmény – nem feltétlenül lesz büntetendő (például: jogos védelem, beszámíthatatlanság). Egy 19. századi angol esetben a R v. Dudley and Stephens ügyben a védelem végszükségre hivatkozott, mivel a Mignotte nevű hajó Southamptonból útban Sydney felé elsüllyedt. A legénység három tagja egy csónakban hánykolódott, és mivel éhhalál fenyegette őket, az egyik matrózt megölték és megették. Dudley és Stephens életben maradtak, megmentették őket, majd bírósági eljárás indult ellenük emberölés vádjával. Végszükségre hivatkoztak, így próbálták cáfolni, hogy fennállt volna a mens rea – bűnös tudatuk az emberölésben. A bíróság nem fogadta el azt az érvelést és halálra ítélték a matrózokat, akiket azonban a közfelháborodás, különösen a tengerészek szolidaritása miatt, végül mégsem végezték ki, kegyelmet kaptak és csak hat hónapnyi börtönbüntetésre ítélték őket.
Az ítéleteket, így a büntetéseket minden esetben bíróságok hozzák meg, megkülönböztethetünk főbüntetéseket, mellékbüntetéseket és intézkedéseket. A legtöbb büntetés napjainkban szabadságvesztés, pénzbüntetés vagy közérdekű munka, halálbüntetést Európában már nem hajtanak végre. Nagy hangsúlyt fektetnek az elítéltek nevelésére, rehabilitációjára, iskoláztatására. Nemzetközi szinten több mint 104 ország ratifikálta már a Nemzetközi Büntetőbíróságról szóló nemzetközi megállapodást, amely az emberiség elleni bűncselekmények elkövetőit állítja a bíróság elé, és hirdet ítéletet az egyes ügyekben.

### Büntető eljárásjog

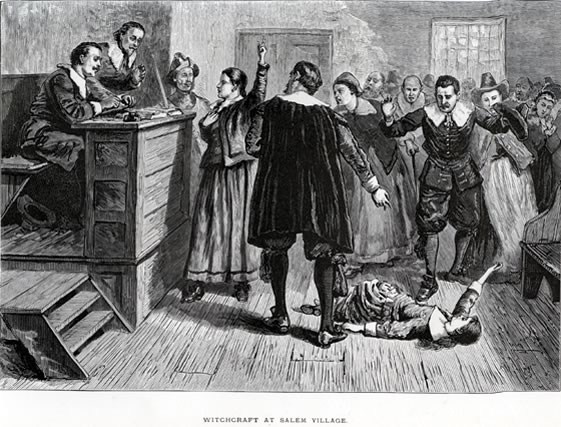
Egy hírhedt büntetőeljárás a 17. századból: a Salemben boszorkánysággal megvádolt és elítélt emberek elleni per.

A büntetőeljárás olyan eljárási cselekmények folyamata, amelyek annak eldöntésére, elbírálására hivatottak, hogy történt-e bűncselekmény, azt ki követte el és milyen keretek között alkalmazható a terheltre a büntető anyagi jog, milyen büntetési tétel kerüljön kiszabásra, vagy mentsék-e fel a vádlottat. A büntetőeljárás – mint eljárási jog – a büntetőjog – mint anyagi jogra épül, annak állam általi kikényszerítését végzi el. A büntetőeljárás legfontosabb alapelvei az ártatlanság vélelme, a védelem joga, a jogorvoslati jog és a vádelv. Az eljárás jellemzően három illetve többszereplős: a védővel és a vádlottal szemben áll a vád képviselője, az ügyész, a vita eldöntése a bíróság hatásköre, nagy szerepük van a tanúknak, szakértőknek és a sértettnek is. Az eljárás központi magja a bizonyítás, az ártatlanság vélelmének megdöntése, ezáltal a bűnösség kimondása. A büntetőeljárás során kényszerintézkedéseket lehet foganatosítani (például: előzetes letartóztatás, távoltartás, óvadék) legtöbbször a terhelttel szemben.
A büntetőeljárás szakaszai: nyomozás, vádemelés, tárgyalás előkészítése, elsőfokú tárgyalás, másod- és harmadfokú tárgyalás, végrehajtás, esetleges rendkívüli jogorvoslatok. A tárgyaláson történik meg a bizonyítás, a védő- és vádbeszédek, a tárgyalás után hirdetik ki az ítéletet. Másod- és harmadfokra akkor kerül az ügy, ha fellebbezés történik akár a vád, akár a védelem részéről. A jogerős határozat kihirdetése után az abban foglaltak végrehajthatók.

### Polgári jog
A polgári jog a magánjogi jogágak kiemelkedő, legfontosabb jogterülete, tartalmazza mindazokat a jogelveket, általános szabályokat, jogintézményeket, melyek a viszonylagos elkülönültségű, eredetileg a polgári jogba tartozó más jogágakban újból megjelennek. A polgári jog törvény által garantálja az ember számára az önrendelkezés szabadságát, a személyisége kibontakozását, védelmét és ehhez tartozóan a vagyonával való szabad rendelkezést mind élők között, mind a rendelkező személy halála esetére.
A polgári jog valamennyi civilisztikai jogág anyajoga, tartalmazza a legfontosabb alapelveket (jóhiszeműség és tisztesség elve, joggal való visszaélés tilalma, együttműködés elve).
A polgári jog egyik jogterülete a személyi jog – mely a természetes személyek és jogi személyek jogképességével, cselekvőképességével, ezek keletkezésével és megszűnésével foglalkozik, ill. védi a személyhez fűződő jogokat, biztosítja a szellemi alkotások védelmét.
A dologi jog foglalkozik a dolog fogalmával, a dolog megszerzésével, megterhelésével, birtoklásával, használatával, a vele való rendelkezéssel, a dolog feletti tulajdon megszerzésével, a közös tulajdonnal, a használati jogokkal (szolgalom, haszonélvezet, földhasználat), és a birtokkal, birtokvédelemmel. A dologi jog Grosschmid Béni szavaival élve: "sűrített negatív kötelem" – a dolog tulajdonosával szemben mindenki tűrni köteles, a dologi jog abszolút hatályú, mindenkivel szemben fennálló jog, mely a fennálló helyzet változatlanságát (statika) biztosítja a jogosult javára. Karl Savigny szerint a tulajdon az egész világgal szembeni jog egy dolog felett, szemben a kötelmekkel, szerződésekkel, ahol a kötelezettségek, jogosultságok meghatározott személyek között, egymás viszonyában állnak fenn.
A polgári jog másik nagy jogterülete a kötelmi jog, ennek általános illetve különös része. A kötelmi jog szabályozza az egyes individuális személyek egymás közötti ügyleteit, az egymással szemben fennálló jogosultságokat és kötelezettségeket. A kötelmi jog főszabályszerűen relatív szerkezetű, mellérendelt jogviszonyban álló meghatározott jogalanyok, kölcsönös és egyenértékű követelései és tartozásai egységének diszpozitív jellegű szabályanyaga. Ezek a kötelmi viszonyok a dologi jogviszonyok szándékolt változtatását, vagy a nem kívánt változások reparációját (kártérítés) biztosítják. Az egyik legfontosabb, leggyakoribb kötelem a szerződés, mely a pacta sunt servanda elven alapul, megköthető írásban, szóban vagy ráutaló magatartással is. A szerződések módosíthatók, megtámadhatók, semmiségükre a felek hivatkozhatnak. A kötelmi jog szabályozza a szerződést biztosító mellékkötelezettségeket (például: zálogjog, foglaló, kezesség, jótállás), a teljesítést, a szerződésszegést, a szerződés megszűnését is. A kötelmi jog különös része szabályozza az egyes szerződéstípusokat (például: adásvétel, bérlet, letét, vállalkozás, megbízás, biztosítás, ajándékozás, tartási szerződés).
A kötelmi jog körébe tartozik a felelősség kérdése is: felelősség a szerződéssel okozott károkért, illetve a szerződésen kívül okozott károkért. A kártérítés, kártalanítás, kármegosztás, a veszélyes üzem működéséből eredő károk, az állattartók felelőssége, az épületről lehulló tárgy által okozott kár; a kártérítés mértéke, a nem vagyoni kár megállapítása is a kötelmi jog körébe tartozik.
A polgári jog az öröklési jog körében rendezi a meghalt személy tulajdontárgyainak sorsát, végintézkedést és a törvényes öröklés eseteit, kapcsolatát, módjait, az örökösök felelősségét a hagyatéki tartozásokért, a végrendelet tartalmát, fajait, a végrendelet érvénytelenségét, hatálytalanságát és az öröklési szerződést is. Az öröklési jog biztosítja a kötelesrészt, az örökség kiadását, visszautasítását.

### Polgári eljárásjog
A polgári eljárás bíróságnak polgári ügyekben az igazságszolgáltatás megvalósítására, annak elősegítésére irányuló, jogilag szabályozott tevékenysége, melyben közreműködnek a polgári ügyben érintett felek, azok képviselői, valamint más személyek. A polgári eljárásokat két részre tudjuk tagolni: egyrészt léteznek peres eljárások, melyek keresettel indulnak, másrészt léteznek polgári nemperes eljárások, melyekben soha nem születik ítélet, általában hiányzik a tárgyalás, sokszor nincs ellenérdekű fél.
A polgári eljárás során az eljárási cselekményeket végzők eljárási jogokat és kötelezettségeket szereznek, hoznak létre, változtatnak és szüntetnek meg. A polgári eljárás tárgya a polgári ügy, minden olyan ügy, melynek elbírálása nem a büntetőjog illetve a büntetőeljárásjog alapján történik. A polgári ügyek többsége polgári jogi ügyeket, eseteket jelent.
A polgári eljárás szakaszai: keresetindítás, tárgyalás előkészítése, tárgyalás, ítélet kihirdetése, másodfokú eljárás, felülvizsgálati szakasz, végrehajtási szakasz. A polgári eljárás speciális alapelvei között említhetjük a rendelkezési elvet, kérelemre történő eljárás elvet, a peranyag szolgáltatás elvet, a kétoldalú meghallgatás elvét, a jogérvényesítés segítésének elvét és a jóhiszemű eljárás elvét.
A polgári eljárásokban bíróságok járnak el, melyek joghatósága, hatásköre és illetékessége szabja meg a tárgyalás helyét, az alkalmazandó jogszabályokat. A polgári eljárást általában eljárásjogi kódexek szabályozzák, a kódexek meghatározzák a fél perbeli legitimációját, a pertársaságot, beavatkozást, a meghatalmazotti képviseletet, az eljárási cselekmények fajait, a perköltséget, a kereset fogalmát, fajait, a tárgyalás menetét, a bizonyítás módját, eszközeit, a bírósági határozatokat, a perorvoslati eszközöket.

## Munkajog
A munkajog mint jogág a munkáltatók, a munkavállalók és az érdekképviseletek egymás közti viszonyait, a munkaviszony általános szabályait rendezi A munka törvénykönyve paragrafusai szerint. A munkaszerződés megkötése, módosítása, a munkaviszony megszüntetése a munkajog legfontosabb területe, emellett szól a pihenőidőről, munkaidőről, a munkavállaló és a munkáltató kártérítési felelősségéről. A kollektív munkajog szól az érdekegyeztetési folyamatokról, a szakszervezetekről, a sztrájkjogról, a munkavédelmi előírásokról.

### További jogágak
Jog és társadalom

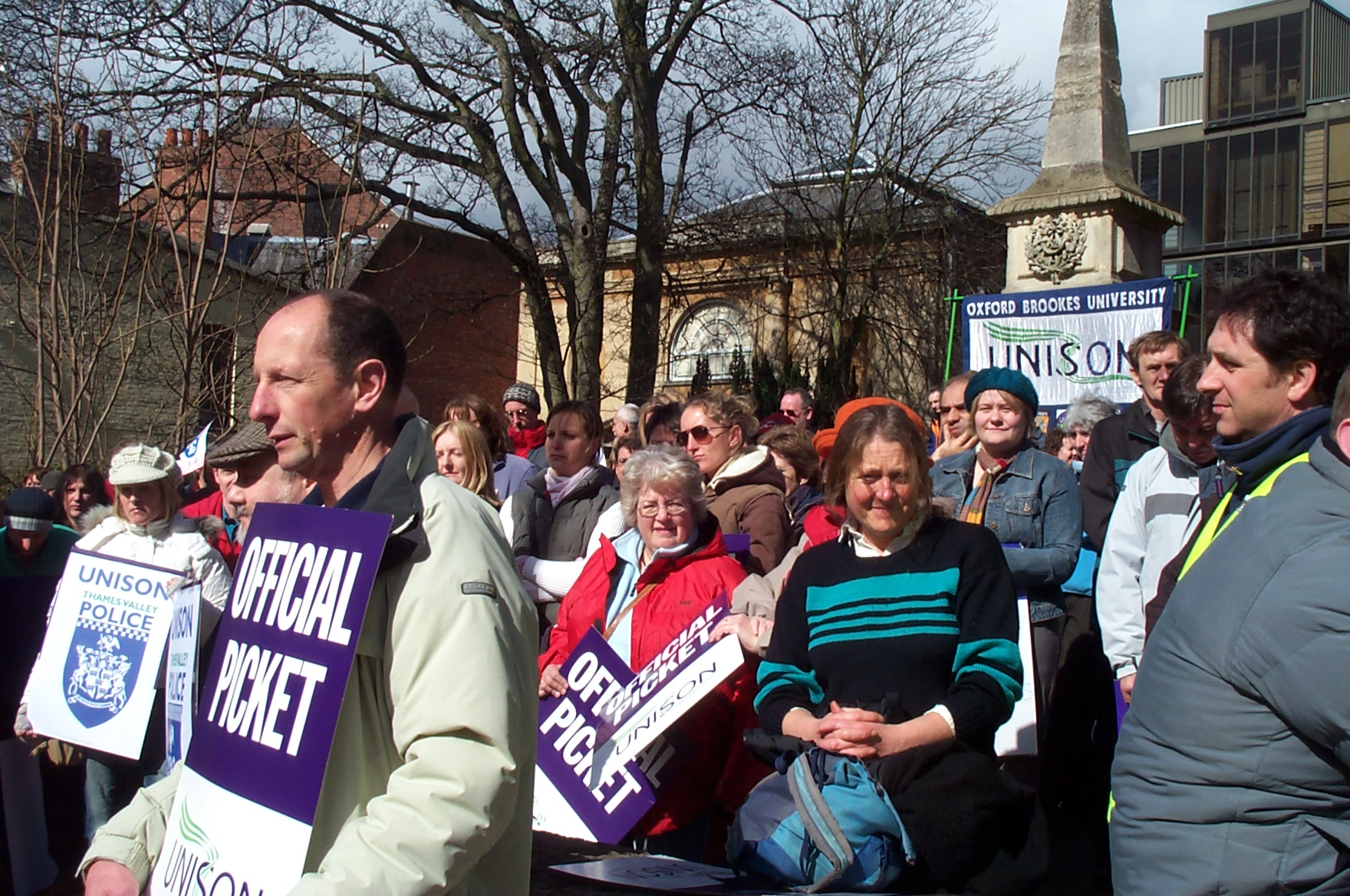
Szakszervezeti tüntetés

- Emberi jogok mint önálló diszciplína több ország jogrendjében elkülönül más jogágaktól, ide tartoznak a legfontosabb alapjogok, szabadságok, a szabályozás gyakran nemzetközi dokumentumokban történik (például: Az emberi jogok európai egyezménye, Emberi Jogok Egyetemes Nyilatkozata). Magyarország jogrendjében az emberi jogok az alkotmányjog területéhez tartoznak.
- Állampolgárság, menedékjog több országban külön jogág része, mely szabályozza az állampolgárság megszerzését, megszűnését, illetve a menekültkénti elismerést, a hontalanok helyzetét. Magyarországon az alkotmányjog része.
- Társadalombiztosítási jog szabályozza a társadalom tagjainak bizonyos események miatti ápolását, gondozását, pénzbeli vagy természetbeni ellátását. E speciális biztosítás szolidaritási elven működik, közös kockázatközösséget hoz létre.
- Családjog rendelkezik a házasságról, érvényességéről, megszűnéséről, a házassági vagyonjogról, az örökbefogadásról, a tartásról, szülői felügyeletről és a gyermekek jogairól, gyámságáról.

Jog és gazdaság
- Kereskedelmi jog egy komplex jogterület, egyesíti magában a polgári jog, a pénzügyi jog, a társasági jog és a közigazgatási jog egyes részterületeit. Több állam jogrendszerében elkülönült jogág. A kereskedelmi jog alapja a középkori Lex Mercatoria, napjainkban számos nemzetközi szabvány és mintaszerződés is alapjául szolgál. Ide tartozik a biztosítási jog, váltójog, utalványok, tőzsde, csődjog.
- Társasági jog önálló jogág, más vélemények szerint a polgári jog része, szabályozza a gazdasági célú, nyereségérdekelt jogi személyek alapítását, működését, megszűnését, a befolyásszerzést, cégnyilvántartást. Legfontosabb gazdasági társasági formák: betéti társaság, korlátolt felelősségű társaság, részvénytársaság.
- A szellemi alkotásokhoz fűződő jogok több államban önálló jogágként szerepelnek, hazánkban a polgári jog része. Szabályozza a szerzői jogot, szomszédos jogokat, találmányok, védjegyek oltalmát.
- Szövetkezeti jog a társasági jog egyik speciális részterülete, hazánkban önálló diszciplína, szabályozza a szövetkezetek létrehozását, működését, ellátandó feladatok körét, szövetkezetek közti nemzetközi kapcsolatokat.

Jog és közigazgatás

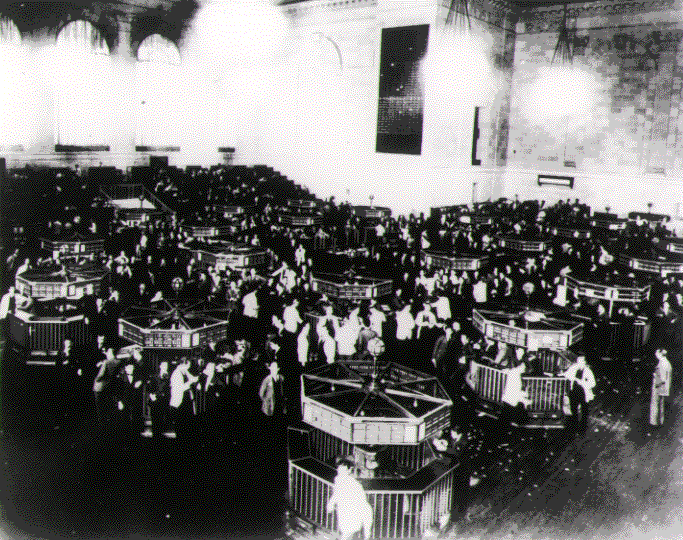
A New York-i tőzsdén értékpapírjaikat eladó részvényesek 1929-ben, miután a tőzsdekrach bekövetkezett, a bankjogi szabályozás hiánya miatt.

- Számviteli jog szabályozza az egyes gazdasági szereplők gazdasági évéről szóló nyilvántartások vezetését, beszámolók készítését, könyvvezetési, könyvvizsgálati kötelezettségét.
- Államháztartási jog rendezi az állam közpénzügyi folyamatait, állam bevételi és kiadási oldalát, az állami feladatok finanszírozásának módját; a költségvetés elkészítését, végrehajtását; az állam vagyonának kezelését; az államháztartási ellenőrzést. Rendelkezik az önkormányzatok, elkülönült állami pénzalapok gazdálkodásáról, az államadósságról.
- Bankjog több államban önálló jogágnak számít, két részre osztható: a nemzeti bankok monetáris eszközrendszere, a nemzeti bankok szervezeti kialakítása, jegybanki feladatok szabályozása; másrészt bankjog alatt értjük a hitelintézetek szabályozását, pénzügyi szolgáltatásokat, bankfelügyeletet, betétbiztosítást. A bankjogi szabályok újrafogalmazása az 1929-es Wall Street-i tőzsdekrach bekövetkezése után merült fel.
- Adójog rendelkezik az államháztartás bevételi oldaláról: az adókról, az adóeljárásról, az adó beszedésének folyamatáról, a különböző adófajtákról (társasági adó, személyi jövedelemadó, vagyonadó, forgalmi adó, jövedéki adó), az adómentességekről, adó-visszatérítésekről.
- Iparjog hazánkban a közigazgatási jog része, számos államban önálló jogág, mely a különleges szerződéstípusoknak, az alkalmazott technikáknak, ellátott közszolgáltatásoknak, az energiahordozók kitermelésének és a környezetvédelmi rendszabályok együttes alkalmazásának köszönhető.
- A versenyjog az Egyesült Államokban alakult ki mint antitröszt jog (Sherman Act, Clayton Act), a piaci versenyt sértő, veszélyeztető vagy lehetetlenné tevő egyesülések, felvásárlások megakadályozására. Biztosítja az árversenyt, a szabad kereskedelmet.
- Fogyasztóvédelmi jog magja a fogyasztó védelme a tisztességtelen általános szerződési feltételekkel szemben, a jótállás, garancia törvényi szabályozása, a hibás teljesítés, a vásárlók megtévesztésének kiküszöbölése.
- Az agrárjog a mezőgazdasággal, a termőfölddel mint tartós, de véges dologgal foglalkozik, szabályozza az erdő-, víz- és vadgazdálkodást az ingatlan-nyilvántartást, a növénytermesztést (így magában foglalja a borjog területét is). Magyarországon önálló jogág.
- A környezetvédelmi jog a legújabb jogág, hazánkban még csak jogterület, az agrárjogból, alkotmányjogból és a közigazgatási jogból "nőtt ki", szabályozza a vizek, termőföld, erdő, levegő védelmét, a környezetkárosító tevékenységek visszaszorítását, a levegőbe bocsátott káros anyagok, szén-dioxid csökkentését, az ózonréteg védelmét (például: kiotói egyezmény). A környezetvédelmi szabályok nagy része nemzetközi egyezményeken alapszik, tekintve, hogy a környezetvédelem csak globális szinten valósítható meg hatékonyan.

## Jogrendszerek
Általában a jogrendszerek a világban két nagy részre oszthatók: civil jogi jogrendszerekre (kontinentális) és a common law-n és az equity-n alapuló jogrendszerekre (angolszász). A civil jog ebben az esetben nem azonos a polgári – civil – joggal, a jelentésének lényege egy elhatárolás: a magánjog és közjog dualizmusára épülő jogrend. A jogrendszerek harmadik fajtája az egyházi jogon, vallási szabályokon alapuló jogrendszer, amely vallási előírásokon illetve kommentárokon nyugszik. Az egyes jogrendszereken belüli eltérések elsősorban történelmi, társadalmi, gazdasági okokkal magyarázhatók, adott állam jogrendszere függ az állam demokratikus vagy autoritatív jellegétől.

### Kontinentális jogrendszer

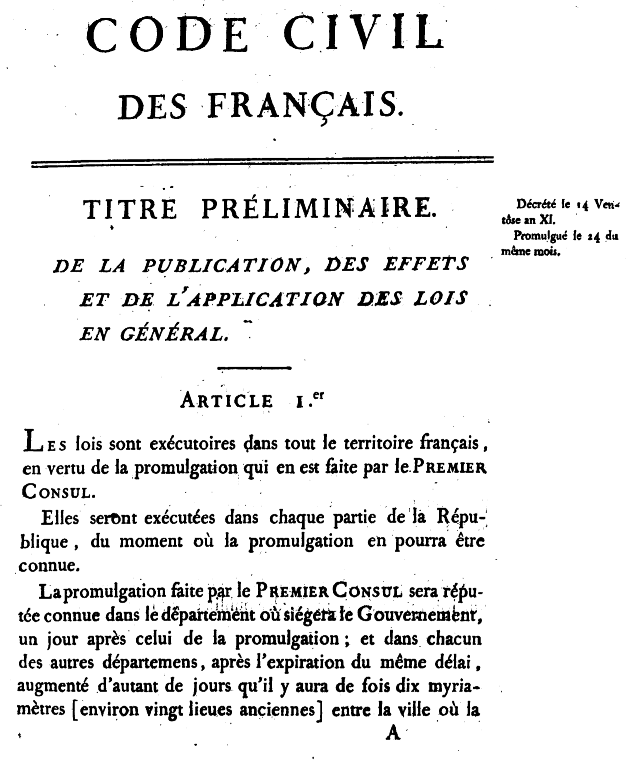
Az 1804-ben kiadott Code Civil (Code Napoleon) első oldala

A világ legtöbb államában civiljogi jogrendszer működik. E jogrendszer egy szuverén vagy szuverenitással felruházott szerv vagy személy által alkotott absztrakt törvényeken, kodifikált jogszabályokon, általában írott alkotmányon alapul, másrészt jogszokáson, mely jogforrásokat a konkrét ügyre vonatkoztatnak.
A jogalkotó által alkotott írott jogszabályok már az ókorban is léteztek, az egyik legelsőként említhető a babilóniai Hammurapi törvényoszlopa. A modern civiljogi jogrendszerek közvetlenül visszavezethetők a római jog írott jogforrásaira, melyeket a középkorban fedeztek fel ismét és vált az európai államok jogrendszerének alapjává. A római jog erősen eljárásjogi jellegű volt, az ügyeket a iudex, praetor döntötte el a jogszabályok alapján. A római jog magas absztrakciójának is köszönhetően precedenst nem alkalmaztak, így minden egyes ügy elbírálása más ügyektől függetlenül történt.
A 6. században a Keletrómai Birodalom császárának – I. Justinianusnak – utasítására összegyűjtötték és kodifikálták a római jog joganyagát. A gyűjtemény a Corpus Iuris Civilis nevet kapta. Nyugat-Európa eközben lassan a sötét középkorba süllyedt és a 11. századig a jogtudomány nagyrészt feledésbe merült. A 11., 12. században újra-felfedezték a római jogot, tanulmányozni kezdték a Corpus Juris Civilist, megnyitották kapuikat az első jogi egyetemek (Bologna). A római jog elterjedt Európában, az ítélkezés nagyrészt a római jog és a középkori uralkodók jogszabályain alapult egészen a felvilágosodás koráig. A felvilágosodás követőinek egyik követelése volt, hogy az állam a szétaprózott, partikuláris joganyagot foglalja egy kódexbe, történjen meg a kodifikáció. Ennek első állomása a Code Napoléon – Code Civil volt a 18. században Franciaországban, amelyet követtek a kontinensen lévő államok más jogalkotói is, így például: Németországban a Német Polgári Törvénykönyv (Bürgerliches Gesetzbuch). Az új kódexek nagy hatással voltak nemcsak Kelet-Európa jogrendszereire (például: Görögország, Oroszország), hanem Japán és Korea jogrendjére is. Napjainkban a civiljogi jogrendszerhez tartozik Oroszország, Kína, Közép- és Dél-Amerika, a kontinentális Európa, és még számos más állam is.

### Angolszász jogrendszer

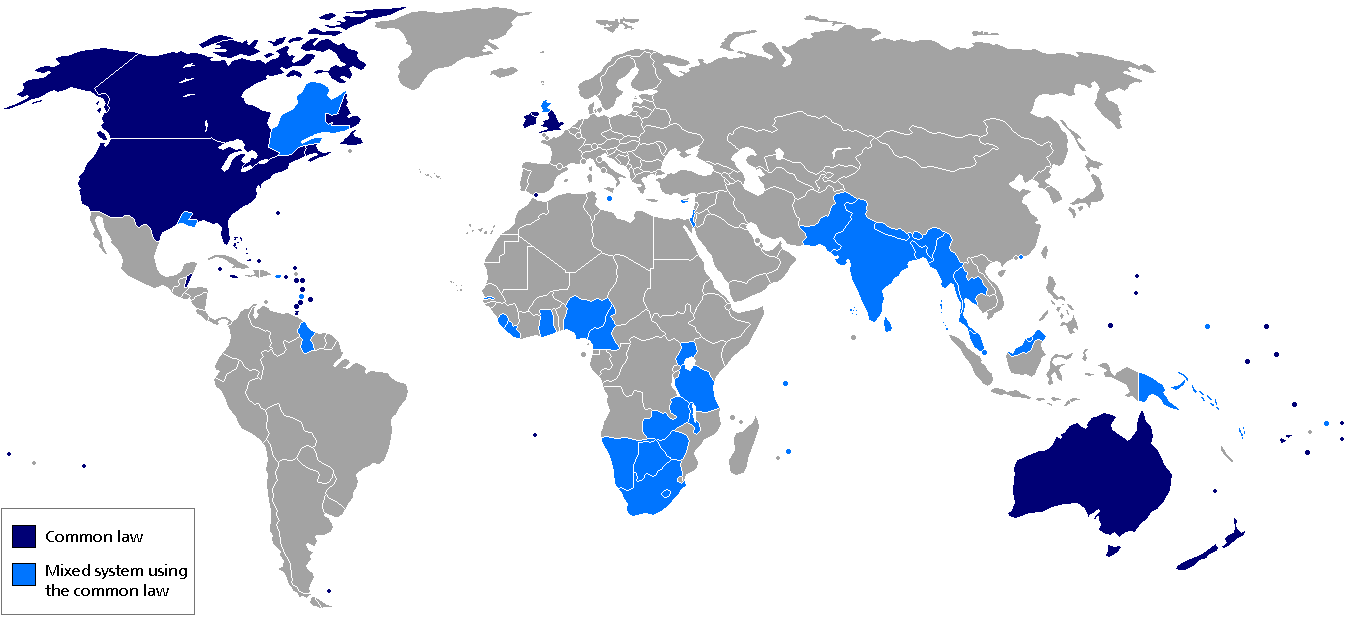
██ = Common law jogrendszerek
██ = Vegyes (common law- civiljogi jogrendszerek)

Az angolszász országokban alkalmazott szokásjog (angolul Common law) alapú jogrendszer egyik fő jellemzője és egyben megkülönböztető jegye a civiljogi jogrendszertől a precedens, azaz a stare decisis – az ítéleteken alapuló jog. A bíró alkotta jog lényege, hogy a egyes konkrét esetekből állapít meg jogszabályt a bíró, ezáltal jön létre egy általában íratlan szokásjogon alapuló vagy írott, az eldöntött ügyekről készült jelentésekben megtestesülő szokásjog, mely felépíti a jogrendszert. A jogszabályok nem öltenek kodifikált formát, a jogszabályokat nem a szuverén alkotja meg, hanem a bíróság. A common law jogrendszer Angliában fejlődött ki a legteljesebb formájában, és a Brit Birodalom egykori gyarmatain terjedt el – kivéve Máltát, Skóciát, Az Egyesült Államokban Louisianát és Québec-et – ezért is hívjuk angolszász jogrendszernek.
A common law a normann hódítás idején (1066) jött létre Angliában, a bírák az egyedi eseteket az előző esetek alapján döntötték el, kevésbé a törvények alapján. A normann hódítás előtt a helyi angolszász szokások voltak életben, ezeket alkalmazták a többségükben egyházi bíróságok. A normannok az egyházi bíróságokat visszaszorították. A kontinensen abban az időben támasztották fel újra a római jogot, a normann uralkodók azonban ellenezték, hogy Angliában is bevezessék. Olyan központosított bírói testületeket hoztak létre, amely az idézési rendszeren (writ) alapuló common (vagyis közönséges, általános) jogot alkalmazták. A writ olyan írott parancs volt, mely azt igényli a címzettől, hogy jelenjen meg, és szolgáltassa bizonyítékát annak, hogy elfogadja a bíróság döntését vagy vesse alá magát a vizsgálatnak.
A központosított bírói rendszernek köszönhetően kialakult egy elit jogászi réteg, akik ugyanazon jogszabályok alapján ítélkeztek. III. Henrik uralkodása alatt készült el Henry de Bracton jogi értekezése, mely a common law lényegét elemzi, I. Eduárd angol király törvényeire pedig mint az íratlan common law írásos megerősítésére tekintettek. A szigorú common law jogszabályok alól mind egyre több személy folyamodott méltányosságért (equity) a királyhoz, minek következtében a 15. században megalapították a Kancellári Felső Bíróságot (High Court of Chancery) a méltányossági ügyek intézésére. A lordkancellár irányítása alatt működő testület az ügyeket egyedi mérlegelés alapján döntötte el (tehát nem volt precedens). A 16. és 17. század során számos bíróság jött létre, melyek kívül álltak a common law rendszerén (például: Csillagkamara-bíróság – mint a zsarnokság jelképe szűnt meg 1641-ben).
A 17. században a common law egyik fő támogatója Sir Edward Coke újrafogalmazta a common law-t, és ezzel nagymértékben szolgálta annak fennmaradását. A 18. században William Blackstone megírta a Commentaries on the laws of England (Kommentárok Anglia törvényeiről), amely nagy szerepet játszott a common law elterjesztésében az egész világon.
Az Egyesült Államokban a common law külön utakon fejlődött, számos angliai gyakorlatot nem fogadott el.
A common law napjainkban is egyre gazdagszik az egyes bírói döntések által, azonban egyre inkább fontosabbá válnak a törvényhozók által kialakított törvényi jogi szabályok is. A modern kor társadalmai egyre inkább a jogalkotás, jogalkalmazás centralizációját igénylik, egyre nagyobb szerepet kapnak a parlament által alkotott törvények.

### Egyházjog

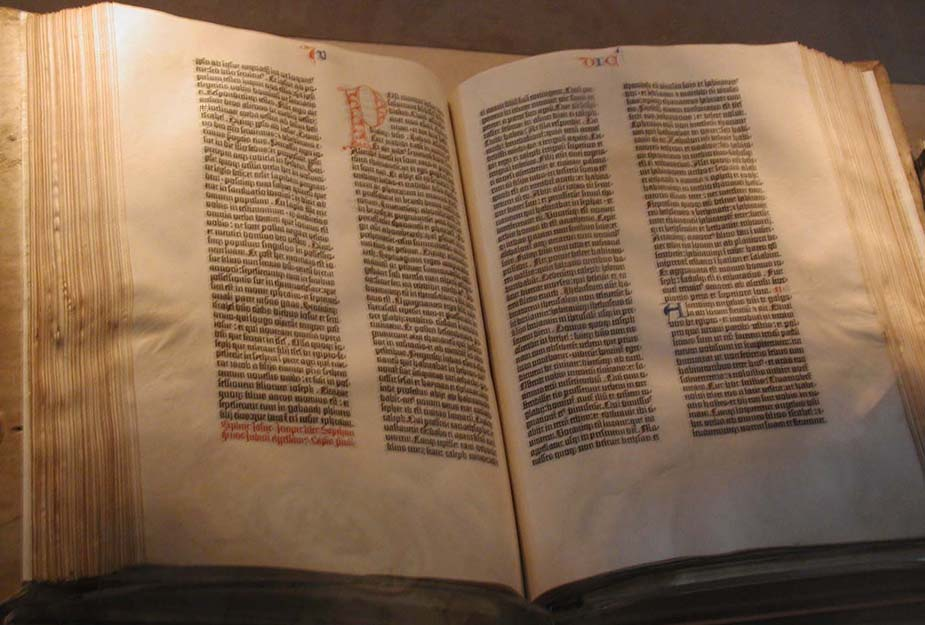
A Gutenberg Biblia

Az egyházjog vagy vallási hitelveken alapuló jogrendszer isten az embereknek kinyilatkoztatott szavait fogadja el jognak, alkalmazandó jogszabálynak. A vallási elveken alapuló jog az ősi társadalmakban általános volt, a jog érvényességét az isten általi kinyilatkoztatás adta. Napjainkban kevés állam jogrendszere épül vallási előírásokra, egyházjogra. A zsidó Halakha, az iszlám Sharia nagy befolyást gyakorolnak Izrael illetve az iszlám országok jogrendjére, a katolikus kánonjog azonban napjainkban visszaszorult, csupán egyházi bíróságok alkalmazzák. A hitelveken alapuló jog többnyire stabil jogrendszert fejlesztett ki, hiszen a jog változása nem egyeztethető össze az isteni ige állandóságával. További jellemzője ezen jogrendszereknek, hogy az isteni ige gyakran túl absztrakt, csak elveket fejez ki, így a részletes szabályok kibontása, interpretációja a jogtudósok, teológusok feladata, ez pedig nagyszámú jogászréteg kialakulását tette szükségessé.
Az Ótestamentum első öt könyve vagy ismertebb nevén a Tóra, és az ezt magyarázó, elemző jogi szabályokat is tartalmazó gyűjtemény a Halakha. Izrael állam joga nem a Halakhára épül ugyan, ám mégis számos előírását, szabályát alkalmazzák, beleépítve az állami jogrendszerbe.
A kánonjog legteljesebb gyűjteménye a Corpus Juris Canonici, mely a római katolikus egyház tagjaira vonatkozó jogszabályokat gyűjti egybe (például: egyházi házasság szabályai).
Az iszlám államokban a 18. századig a Sharia alapján folyt a jogalkalmazás, ám a Oszmán Birodalom felbomlása és a modern jogrendszerek befolyásának következményeként a legtöbb iszlám országban részben visszaszorult az iszlám jogon alapuló jogrendszer, vagy legalábbis keveredett a civiljogi vagy common law jogrendszerekkel. A 20. század végén csupán csak Szaúd-Arábia és Irán alkalmazta tisztán az eredeti iszlám jogrendszert. Az utóbbi évtizedek tendenciája, hogy az iszlám ébredésének következtében egyre több radikális iszlám csoport követeli, hogy az iszlám államokban térjenek vissza a tisztán sharián alapuló jogrendszerre.

## Jogtörténet

### Egyetemes jogtörténet

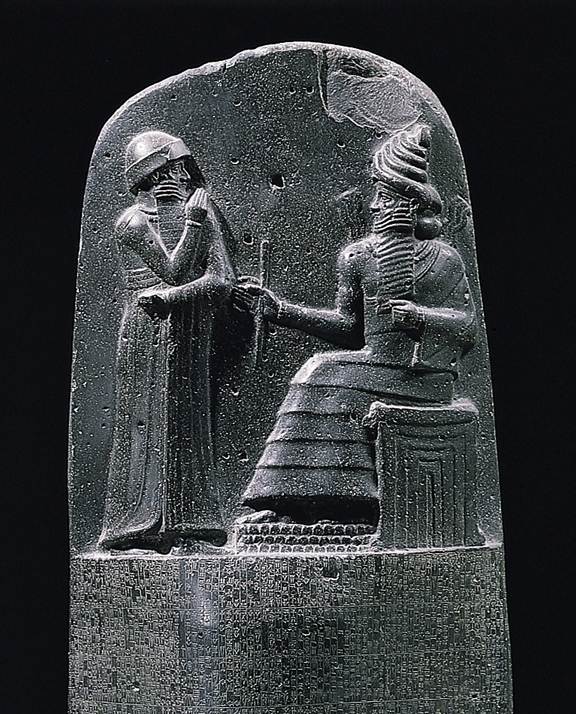
Hammurapi a törvényoszlopon; a király a mezopotámiai napistennek, Samasnak bemutatja a törvényeket

A jog története egyidős a civilizáció történetével. A legelső jog az Egyiptomi Birodalom joga volt i. e. 3000 körül, mely keveredett vallási elemekkel, tradíciókkal, de megjelentek az első jogelvek, a polgári jog egyes elemei, melyek még napjaink jogrendszereiben is megtalálhatóak. A retorika, a szociális egyenlőség és a pártatlanság istennője, Maat volt a jog őre, az óegyiptomi jog nagyrészt Maat istennő téziseiben nyilvánult meg.
I. e. 1760 körül Hammurapi összefoglalta és kodifikálta az ókori babilóni jog alaptéziseit, az egyes jogokat és kötelezettségeket egy kőtábla (Hammurapi törvényoszlopa) hátára vésette és a piactérre állíttatta ki, hogy bárki megismerhesse az érvényes jogszabályokat. A babilóni és az egyiptomi jognak azonban csekély hatása volt a későbbi civilizációk jogrendjére, ezek az ősi jogrendszerek eltűntek.
Az ókori zsidó állam jogrendszere az Ótestamentumra, főképp a Tórára épült, a Tórának – mint elsősorban magatartás-szabályozó gyűjteménynek – nagy hatása van a mai Izrael jogrendjére is.
A görög városállamokban a jog a filozófia mezején jelent meg, megkülönböztették az isteni jogot (fűzisz) és az ember alkotta jogot (nomosz). Önálló jogászi réteg nem alakult ki, a jog absztrakciós szintje alacsony maradt. Elsősorban az egyes poliszok alkotmánya – mint alkotmányjog – fejtett ki nagyobb hatást a jövő államainak jogrendjére.
Az ókor legfejlettebb jogrendszere Rómában alakult ki, ahol önálló jogtudomány, jogászság, jogi iskolák jelentek meg, a jog tudománnyá vált, kifejlődött a római jog, melynek hatása napjaink jogrendszereiben is meghatározó, a modern jognak a római jog az alapja. A római jogot I. Justinianus császár kodifikálta 529-ben, a törvénygyűjtemény a sötét középkor évszázadaiban feledésbe merült és csak a 11. században fedezték fel újra, a középkori egyetemeken újból elkezdték tanítani a római jogot. A jogászok különböző magyarázatokkal, kommentárokkal látták el az ősi jogi szövegeket, a törvénymagyarázókat hívták később glosszátoroknak és kommentátoroknak. A római jog kisugárzott az európai civilizáció területeire, Angliában azonban nem fejtett ki jelentős hatást, ott a precedens-rendszer vált a jogrendszer meghatározó tényezőjévé.
A reneszánsz idején, a Hansa-városok virágkorában a kereskedelem fellendült, igény mutatkozott egy egységesnek mondható kereskedelmi jog kialakítására: ez lett a Lex Mercatoria, melyet Európa-szerte elfogadtak a kereskedők, és mely felülírta az egyes államok jogrendszerét.
A felvilágosodás kibontakozásának és a nacionalizmus létrejöttének is köszönhetően a 18. században a kontinentális Európa csaknem minden országában összegyűjtötték a hatályos törvényeket, és kodifikáció során egységes törvénykönyveket hirdettek ki. Ezek közül a legfontosabbak a Code Civil és a BGB volt. A 20. század a jog történetében az egységesülés folyamata volt, számos nemzetközi egyezmény, mintaszerződések közelítették egymáshoz az egyes államok jogrendszerét, az integrációk – különösen az Európai Unió – megjelenése is az egyes nemzeti jogok közelítését eredményezték.

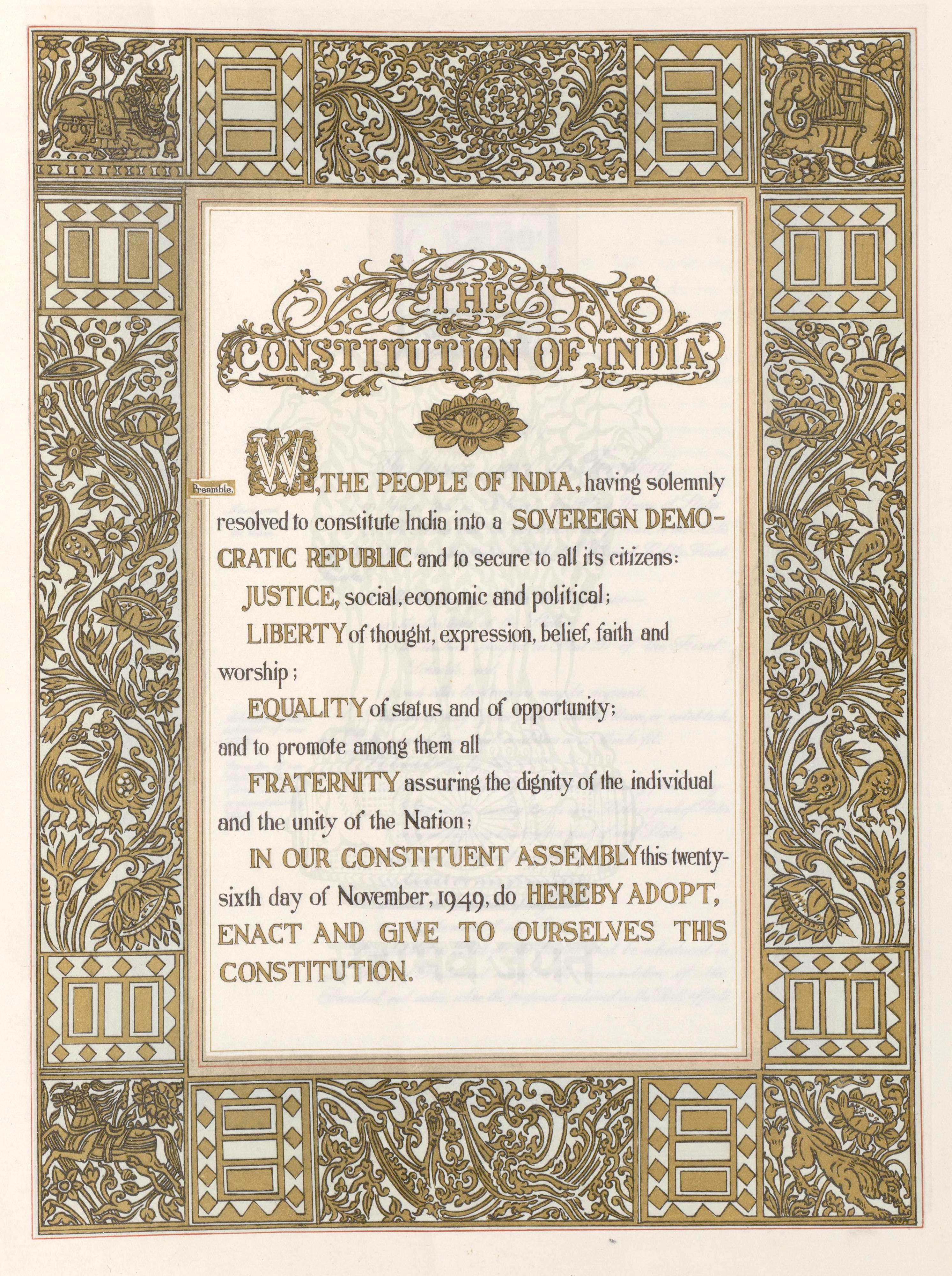
India alkotmánya, mely a leghosszabb írott alkotmány a világon, 444 paragrafusból és 117 369 szóból áll.

Az ősi India és Kína jogrendszere nagyrészt a hagyományokra épült, Manu törvényei (i. sz. 100) Indiában a gyarmatosítás koráig meghatározó szerepet töltött be, pluralizmusának is köszönhetően elterjedt Délkelet-Ázsiában is. India mai jogrendszerére az ősi tradíciók, az angol common law jogrendszer és az iszlám jog gyakorol meghatározó befolyást. Malajzia, Brunei, Szingapúr és Hongkong a common law jogrendszert fogadta be.
Japán volt az első ázsiai állam , melynek jogrendjét modernizálták, a japán jogrendben a német jogrendszer alapjai jelentek meg a 19. század végén, így Japánban a jogrend közvetve a római jogi hagyományokra épül.
Kínában a Csing-dinasztia idején indult meg a hagyományos, ősi kínai jog modernizálása, mely szintén a német jogtudomány által kialakított jogrendre épült. Mao Ce-tung hatalomra kerülése és a kommunisztikus-szocialista állam kialakítása idején a szovjet szocialista jog gyakorolt jelentős hatást a kínai jogra, különösen a közigazgatási- és polgári jogra. Kína gyors iparosításának és a gazdasági fellendülés következményeképpen a kínai jogrendszer is gyors fejlődésnek, átalakulásnak indult: elsősorban a gazdasági-, társasági jog modernizálódott, az 1999-es új kötelmi jogi törvénykönyv elmozdulást mutatott az állami befolyás magas szintjétől. Azonban az egyéni és a kollektív szabadságjogok tekintetében továbbra is az autoritatív megoldások, jogi elemek a döntők.